# Meunière

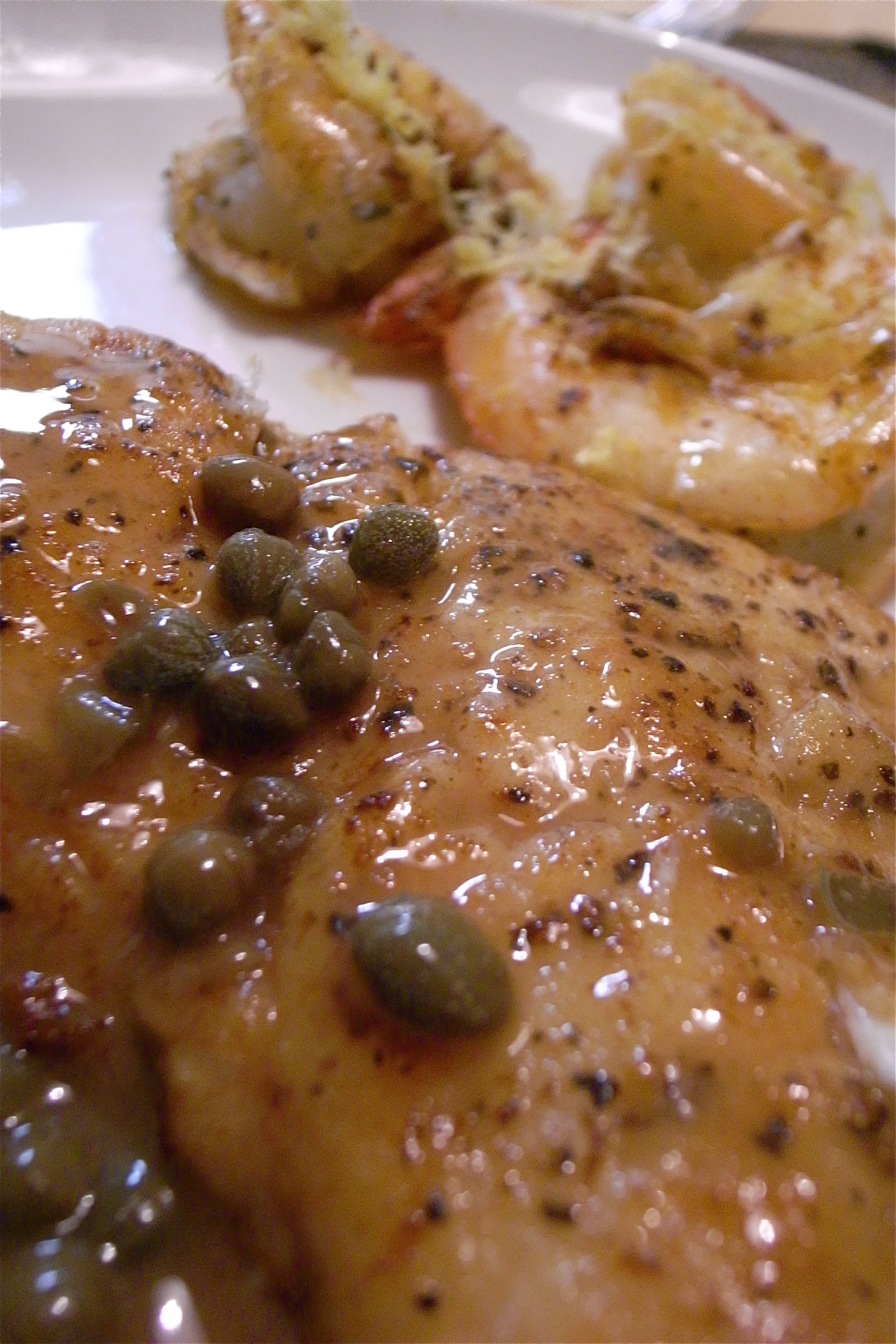
Salsa meunière con gambas.

Meunière (también salsa Meunière) se suele referir por igual a una técnica culinaria y a una salsa. La técnica culinaria se refiere a una forma de fritura en mantequilla de un pescado (bien sea entero, cortado en trozos, o en rodajas) que ha sido previamente enharinado, a esta preparación se le suele denominar "a la meunière" ('à la meunière' o en castellano a la molinera). La salsa meunière consiste en una preparación simple a base de mantequilla marrón, perejil picado y limón. La palabra meunière significa en francés la mujer del molinero, indicando con ello el uso del rebozado en harina. 

## Características
La técnica consiste en un fritura de pescado rebozado en harina en una sartén con mantequilla caliente. Suele freirse hasta que la parte externa del pescado queda suficientemente dorada y crujiente y se le añade perejil y un chorrito de zumo de limón. En Estados Unidos se suele enharinar en harina de maíz en lugar de emplear harina de trigo. 

## Variantes
La cocina francesa ha dejado algunas influencias por el mundo, y respecto a la técnica Meuniere se puede decir que es conocida en algunas zonas meridionales de Estados Unidos siendo muy popular en la cocina criolla de Luisiana de Nueva Orleans, en esta región es muy conocida la Trucha Meunière (Trout Meunière) que en algunos casos se denomina 'Trout Amandine' (trucha almendrina). Uno de los restaurantes más afamados de la zona el Galatoire's afirma ser uno de los que venden el Trout Meunière Amandine más popular de la zona. Otro de los usos dentro de la cocina criolla de Nueva Orleans son las ostras en brocheta (cuya variante son los aperitivos: Angels on horseback).